# Borzolás

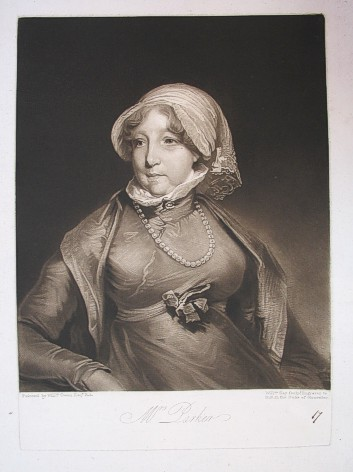
William Say: Emma Parker portréja, mezzotinto William Owen festményéről, 1812.

A borzolás vagy mezzotinto, hántolómodor tónusos rajzok reprodukálására használható mélynyomású grafikai eljárás. A rajz kialakítása a  sűrűn telepontozott, felborzolt felületű fémlemez sötéten nyomtató felületéből a világosabbnak szánt részek lehántolásával, visszanyomásával, sáberezésével történik.

## Technikája
A mezzotinto viszonylag vastagabb rézlemezt igényel. A felület szemcsézésének, borzolásának hagyományos eszköze a himbavas. Ez körív alakú fogazott éllel ellátott acélkés, az élre merőlegesen álló fanyéllel. A himbavas nyelét függőlegesen tartva, arra nyomást kifejtve himbálják apró helyváltoztatásokkal a lemez felületén. A szerszám éles fogazata pontozott vonalak sorozatát mélyíti a lemez síkjába, ráadásul az acélhegyek nyomán sorja is marad. Többször, több irányban is végighaladnak az eszközzel a lemezen, amíg egyetlen sima hely sem marad rajta.
Ezt a megerőltető munkát sokféle módon próbálják megkönnyíteni, lerövidíteni. Sűrűn egymás mellé szerelt körfűrészszerűen fogazott acéltárcsákkal a himbavashoz hasonló hatást lehet elérni, de igénytelenebb célokra az is megfelel, ha durva csiszolópapírt fektetnek a lemezre, és a réznyomó sajtón így többször áthúzzák, vagy csiszolópor szemcséit körkörösen mozgatott litográfiai kővel préselik a lemezre. A szemcsézettség az aquatinta maratott technikájával is elkészíthető, de szerényebb minőségben, hiszen így sorják nem keletkeznek.
Rajzolás előtt a felületet fekete temperával vagy faggyúfestékkel vonják be, erre másolják a körvonalakat. A rajz kialakítása a többi mélynyomó technikához képest fordítva történik, a sötét felületekből kiindulva hozzák létre az egyre világosabb részeket, tónusról tónusra haladva. Minél jobban mélyítik, simítják a felületet, annál kevesebb festék tud majd ott megtapadni, annál világosabb lesz az a rész. Ez a munkafolyamat háromélű acél kaparókéssel, sáberrel történik, a lágy tónusátmenetekhez lekerekített végű acélsimítót használnak.
Ha a lemez elkészült, a fekete festéket lemossák, a nyomtatás a rézmetszethez hasonló módon történik, de festékezéskor a sötét környezetben megbúvó kis fehér felületek letörlését különös gonddal kell végezni.

## Története
A mezzotinto technikáját egy műkedvelő, Ludwig von Siegen katonatiszt találta fel 1642-ben, Hessenben. Angliában terjedt el leginkább a 18. században, emiatt gyakran angolmodor néven is említik. Többek közt John Raphael Smith és Richard Earlom kiváló Rubens és Van Dyck reprodukciókat készítettek ezzel az eljárással. A mezzotinto kaparásos technikáját Francisco de Goya is alkalmazta, de aquatinta eljárással szemcsézett lemezen.